# Дмитро Гордієнко (плавець)
Дмитро Гордієнко (20 травня 1986) — казахський плавець.
Учасник Олімпійських Ігор 2008 року, де в попередніх запливах на дистанціях 200 і 400 метрів комплексом посів, відповідно, 37-ме і 26-те місця й не потрапив до фіналів.